# Sihugo Green
Sihugo Green, né le 20 août 1933 à New York et mort le 4 octobre 1980, est un joueur américain professionnel de basket-ball.
Meneur de jeu d'1 mètre 85 issu de l'université Duquesne, Green est sélectionné par les Royals de Rochester avec le premier choix de la draft 1956, devant le futur Hall-of-Famer Bill Russell. Il joue neuf saisons dans la ligue dans quatre équipes différentes en inscrivant 4 636 points dans sa carrière.

## Palmarès
- NCAA College Basketball AP All-America Second Team en 1955[1]
- NCAA College Basketball AP All-America First Team en 1956[1]
- Champion NBA en 1966 avec les Celtics de Boston